# Мей-Крік (Вашингтон)
Мей-Крік (англ. May Creek) — переписна місцевість (CDP) в США, в окрузі Сногоміш штату Вашингтон. Населення — 849 осіб (2020).

## Географія
Мей-Крік розташований за координатами 47°51′20″ пн. ш. 121°40′27″ зх. д. / 47.85556° пн. ш. 121.67417° зх. д. (47.855547, -121.674114).  За даними Бюро перепису населення США в 2010 році переписна місцевість мала площу 1,61 км², уся площа — суходіл.

## Демографія
Згідно з переписом 2010 року, у переписній місцевості мешкало 818 осіб у 324 домогосподарствах у складі 206 родин. Густота населення становила 508 осіб/км².  Було 352 помешкання (218/км²).
Расовий склад населення:
| - 92,4 % — білих - 2,8 % — корінних американців - 0,5 % — чорних або афроамериканців - 0,2 % — азіатів - 0,1 % — вихідців з тихоокеанських островів - 1,2 % — осіб інших рас |

До двох чи більше рас належало 2,7 %. Частка іспаномовних становила 6,0 % від усіх жителів.
За віковим діапазоном населення розподілялося таким чином: 23,1 % — особи молодші 18 років, 69,3 % — особи у віці 18—64 років, 7,6 % — особи у віці 65 років та старші. Медіана віку мешканця становила 40,2 року. На 100 осіб жіночої статі у переписній місцевості припадало 103,5 чоловіків;  на 100 жінок у віці від 18 років та старших — 99,1 чоловіків також старших 18 років.
За межею бідності перебувало 7,3 % осіб, у тому числі 0,0 % дітей у віці до 18 років та 0,0 % осіб у віці 65 років та старших.
Цивільне працевлаштоване населення становило 281 осіб. Основні галузі зайнятості: виробництво — 26,7 %, транспорт — 16,7 %, мистецтво, розваги та відпочинок — 11,7 %, публічна адміністрація — 11,0 %.